# Siegfried Straub

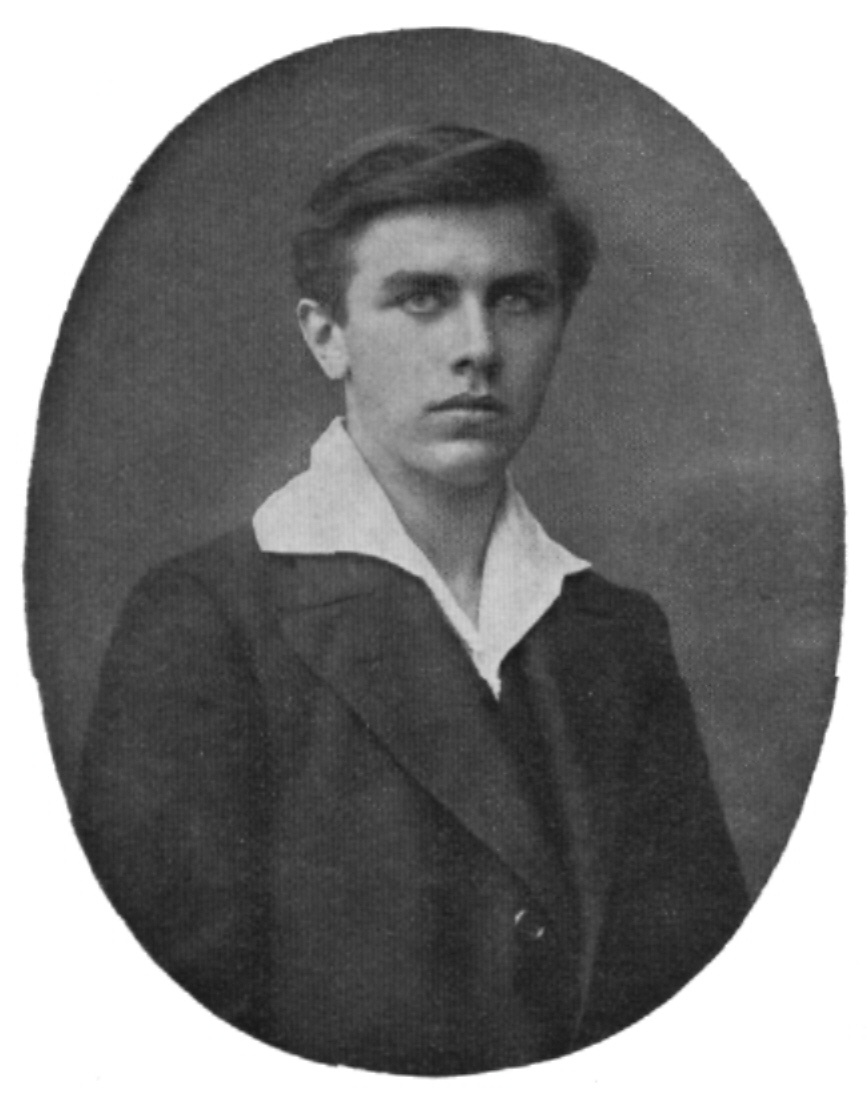
Siegfried Straub

Siegfried Straub (* 4. September 1894 in Berlichingen; † 4. Oktober 1915 im Feldlazarett Senuc, Frankreich) war ein deutscher Dichter.

## Leben
Straub wuchs im oberschwäbischen Ravensburg auf und besuchte dort das Gymnasium. Er studierte in Tübingen zunächst katholische Theologie, dann Rechtswissenschaft.
Im Ersten Weltkrieg wurde er zur Armee eingezogen und kam an der Westfront zum Einsatz. Am Morgen des 4. Oktober erhielt er bei Massiges, Dept. Marne, durch eine Schrapnellkugel eine schwere Kopfverletzung, der er am selben Abend im Feldlazarett Senuc erlag.

## Werk
Schon früh zeigte sich Straubs dichterische Begabung. Einige Gedichte wurden in eine von Carl Sonnenschein herausgegebene Sammlung von Kriegsliedern aufgenommen, die vom Sekretariat sozialer Studentenarbeit veröffentlicht wurde.
Postum erschien 1916 eine Sammlung seiner Gedichte. Neben religiösen Gedichten und Gebeten stehen Kriegsgedichte und  das dramatische Gedicht „Treuschwestern“, in dem unter anderem die Nationalpersonifikationen Germania und Austria auftreten.

## Werke
- Gedichte, mit einem Vorwort von Joseph Buck, Ravensburg 1916 – Digitalisat (DjVu-Format)